# Ryan Sweeney

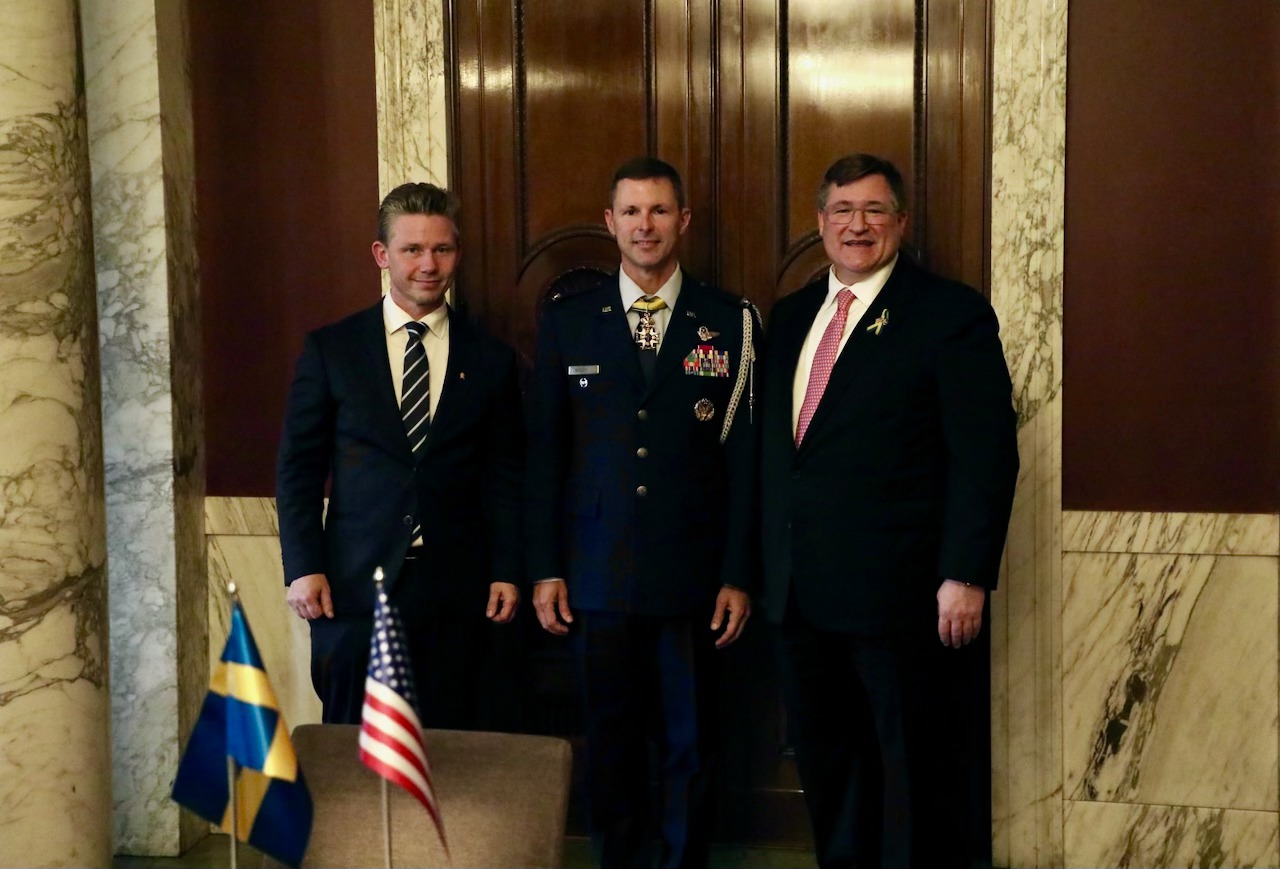
Sweeney (i mitten) tillsammans med Sveriges försvarsminister Pål Jonson och USA:s ambassadör Erik Ramanathan, 2023.

Ryan Scott Sweeney, född 24 maj 1974, är en amerikansk militär. Han är överste i USA:s flygvapen och tjänstgör som försvarsattaché vid USA:s ambassad i Stockholm. 2023 blev Sweeney den första personen att mottaga Svärdsorden sedan ordensreformen 1974.

## Utmärkelser
- Kommendör av Kungl. Svärdsorden, 29 september 2023.[3]